# Lina Machola
Lina Machola (Haifa, 25 maggio 1992) è una modella israeliana, incoronata Israel’s maiden of Beauty o Miss Universo Israele il 7 marzo 2012 presso l'Haifa International Convention Center di Haifa. Si tratta del titolo che va alla seconda classificata a Miss Israele, concorso che si è tenuto il 29 marzo 2011.
La modella ha quindi guadagnato il diritto di rappresentare la propria nazione in occasione di Miss Universo 2012, la sessantunesima edizione del prestigioso concorso di bellezza internazionale.